# 駱駝橋 (湖州市)
駱駝橋，位於浙江省湖州市中心，跨苕霅溪。始建于唐垂拱元年(685年)。據宋嘉泰《吳興志》，「以其形穹若駱駝背」，故名。

## 歷史
北宋太平興國中（976年—983年）改名迎春橋。時城中有橫亙溪上三巨橋（迎春、儀鳳、甘棠），迎春其甲也，驚湍箭馳，列柱櫛比，覆以飛宇，約於雕欄。南宋時複名駱駝橋、重嵌唐大曆湖州刺史顏真卿所書「駱駝橋」三字，後失。是橋經宋、元、明、清等朝重修、至民國20年（1931年）左右，吳興縣教育局對橋作了改建，降低高度，改上下石級為大坡度。使車輛可通行。
1949年後，對橋整修多次。1953年。湖州市人民政府將石橋改建為鋼筋混凝土橋樑。1981年7月，駱駝橋加寬人行橋。1985年，湖州市人民政府在橋南側新建駱駝橋，原橋保留。新建駱駝橋為一孔，淨跨25米，橋長33．44米，橋寬24．5米，分機動車、非機動車、人行道等三道。
駱駝橋和儀鳳橋，一直是湖州行政區域的界橋。清代，湖州府城就有烏程、歸安兩縣的縣治，即以市河為界，儀鳳橋北屬烏程縣，橋南屬歸安縣。